# OR10J5
OR10J5 (англ. Olfactory receptor family 10 subfamily J member 5) – білок, який кодується однойменним геном, розташованим у людей на короткому плечі 1-ї хромосоми.  Довжина поліпептидного ланцюга білка становить 309 амінокислот, а молекулярна маса — 34 401.
| 10         |  | 20         |  | 30         |  | 40         |  | 50         |
| ---------- |  | ---------- |  | ---------- |  | ---------- |  | ---------- |
| MKRKNFTEVS |  | EFIFLGFSSF |  | GKHQITLFVV |  | FLTVYILTLV |  | ANIIIVTIIC |
| IDHHLHTPMY |  | FFLSMLASSE |  | TVYTLVIVPR |  | MLLSLIFHNQ |  | PISLAGCATQ |
| MFFFVILATN |  | NCFLLTAMGY |  | DRYVAICRPL |  | RYTVIMSKGL |  | CAQLVCGSFG |
| IGLTMAVLHV |  | TAMFNLPFCG |  | TVVDHFFCDI |  | YPVMKLSCID |  | TTINEIINYG |
| VSSFVIFVPI |  | GLIFISYVLV |  | ISSILQIASA |  | EGRKKTFATC |  | VSHLTVVIVH |
| CGCASIAYLK |  | PKSESSIEKD |  | LVLSVTYTII |  | TPLLNPVVYS |  | LRNKEVKDAL |
| CRVVGRNIS  |  |            |  |            |  |            |  |            |

A: Аланін

C: Цистеїн

D: Аспарагінова кислота

E: Глутамінова кислота

F: Фенілаланін

G: Гліцин

H: Гістидин

I: Ізолейцин

K: Лізин

L: Лейцин

M: Метіонін

N: Аспарагін

P: Пролін

Q: Глутамін

R: Аргінін

S: Серин

T: Треонін

V: Валін

Кодований геном білок за функціями належить до рецепторів, g-білокспряжених рецепторів, білків внутрішньоклітинного сигналінгу. 
Задіяний у такому біологічному процесі як поліморфізм. 
Локалізований у клітинній мембрані, мембрані.